# Social-fascisme

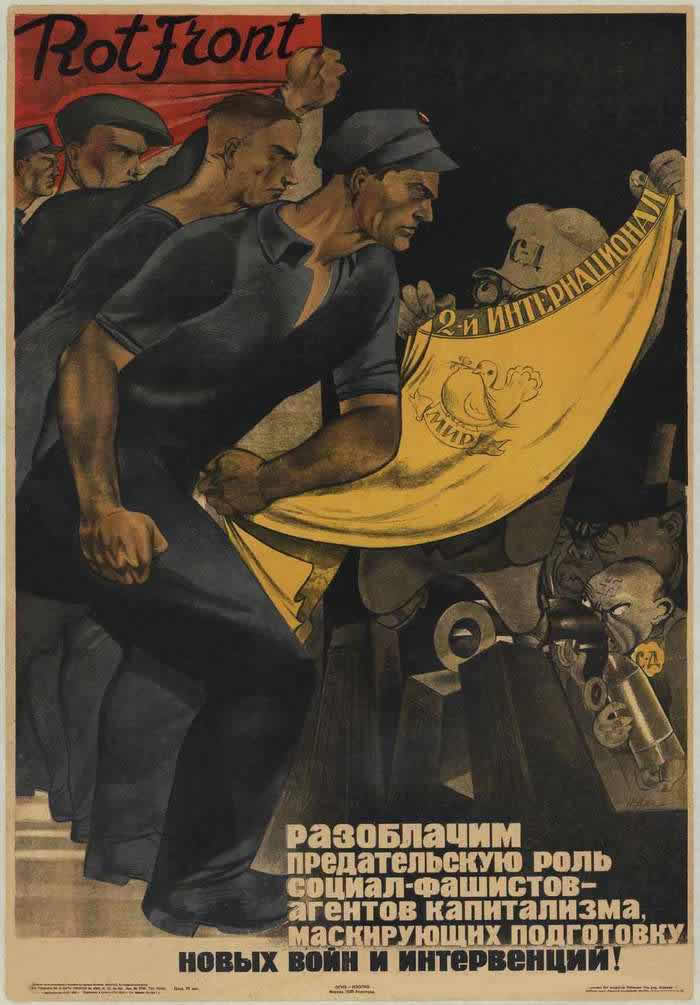
Affiche de propagande social-fasciste soviétique

Le social-fascisme était une théorie élaborée au sein de l'Internationale communiste (Komintern) et des partis affiliés à la fin des années 1920 et au début des années 1930. Elle énonçait l'idée que la social-démocratie était devenue une variante du fascisme, en ce sens qu'elle faisait obstacle à la dictature du prolétariat par la répression, ainsi qu'à un modèle économique de propriété collective en défendant la propriété privée. À cette époque, les dirigeants du Komintern, tels que Joseph Staline et Rajani Palme Dutt, argumentaient que la société capitaliste était entrée dans une troisième période où la révolution prolétarienne était imminente, mais que les sociaux-démocrates et d'autres forces « fascistes » pouvaient en empêcher l'avènement,.
Le terme social-fasciste était utilisé péjorativement pour désigner tous les partis sociaux-démocrates anti-Komintern, ainsi que les autres composantes socialistes et les dissidents au sein des partis membres du Komintern durant tout l'entre deux-guerres (trotskisme, opposition de droite, communisme de gauche notamment). La théorie du social-fascisme fut soutenue avec véhémence par le Parti communiste d'Allemagne (KPD), alors largement contrôlé et financé par l'URSS depuis 1928. Elle fut développée au Sixième congrès de l'Internationale communiste en 1928, et ce jusqu'au septième congrès en 1935, date à partir de laquelle les partis communistes nationaux sont sommés de faire alliance avec les partis socialistes et libéraux dans le cadre de « fronts populaires ».